# Apache SINGA
Apache SINGA est un projet Apache encore en Incubation dédié au Deep learning. Il offre une architecture flexible pour un entrainement distribuée, est extensible pour s'exécuter sur une large gamme de matériel et se concentre sur les applications de soins de santé. 

## Historique
Le projet SINGA a été lancé par le groupe DB System de l'Université nationale de Singapour en 2014, en collaboration avec le groupe de bases de données de l'Université du Zhejiang, afin de prendre en charge des analyses complexes à l'échelle et de rendre les systèmes de bases de données plus intelligents et autonomes. Il s'est concentré sur le deep learning distribué en partitionnant le modèle et les données sur des nœuds d'un cluster et en parallélisant la phase d'entrainement,. Le prototype a été accepté par Apache Incubator en mars 2015. Sept versions ont été publiées, comme indiqué dans le tableau suivant. Depuis la version 1.0, SINGA prend en charge les modèles d’apprentissage automatique traditionnels, tels que la régression logistique. Des entreprises comme NetEase, yzBigData, Shentilium et d’ autres utilisent SINGA pour leurs applications, y compris dans les domaines de la santé  et de la finance.
| Version | Original release date | Latest version | Release date |
| --- | --------------------- | -------------- | ------------ |
| 2.0.0 | 2019-04-20            | 2.0.0          | 2019-04-20   |
| 1.2.0 | 2018-06-06            | 1.2.0          | 2018-06-06   |
| 1.1.0 | 2017-02-12            | 1.1.0          | 2017-02-12   |
| 1.0.0 | 2016-09-08            | 1.0.0          | 2016-09-08   |
| 0.3.0 | 2016-04-20            | 0.1.0          | 2016-04-20   |
| 0.2.0 | 2016-01-14            | 0.2.0          | 2016-01-14   |
| 0.1.0 | 2015-10-08            | 0.1.0          | 2015-10-08   |
| Légende :Ancienne versionAncienne version, toujours prise en chargeDernière version stableDernière version avancéeVersion future |                       |                |              |

## Pile logiciel
La pile logicielle de SINGA comprend trois composants principaux: le noyau, les entrées / sorties et le modèle. La figure suivante illustre ces composants avec le matériel. Le composant principal assure la gestion de la mémoire et les opérations de tenseurs; IO a des classes pour lire (et écrire) des données depuis (sur) le disque et le réseau; Le composant de modèle fournit des structures de données et des algorithmes pour les modèles d’apprentissage automatique, par exemple des couches pour les modèles de réseau neuronal, des optimiseurs / initialiseurs / métriques / pertes pour des modèles d’apprentissage automatique généraux. 

## Rafiki
Rafiki  est un sous-module de SINGA destiné à fournir un service d'analyse d'apprentissage automatique. 